# 菲霍芬
菲霍芬是奥地利萨尔茨堡州滨湖采尔县的一个市镇。总面积38.63平方公里，总人口636人，人口密度16.5人/平方公里（2005年）。